# Ваканцията (филм)
Ваканцията е американска романтична комедия от 2006 г., режисирана, продуцирана и по сценарий на Нанси Майърс. Снимките са направени в Калифорния и Англия. Участват Камерън Диас и Кейт Уинслет, които са в ролята на две жени без късмет в любовта, живеещи от двете страни на Атлантическия океан. Те временно си разменят домовете, за да избягат по време на коледните празници. Джуд Лоу и Джак Блек са в главните мъжките роли.
„Ваканцията“ излиза на 6 декември 2006 г. в Испания и на 8 декември в Северна Америка и Великобритания. Приходите достигат над 205 милиона долара. Отзивите биват позитивни особено за играта на Уинслет, която играе редактора във вестник „Айрис“. Въпреки това критиците имат разнородно мнение относно сюжета заради неговата предсказуемост. Диас получава номинация за наградата „АЛМА“, а Уинслет – за Ирландските телевизионни и филмови награди. Филмът печели в категорията Женски филм на Teen Choice Awards през 2007 г.

## „Ваканцията“ В България
В България филмът излиза по кината на 19 януари 2007 г. от Prooptiki. На 7 май е издаден на DVD и е с български субтитри.
На 17 декември 2011 г. филмът е излъчен по Нова телевизия с български дублаж. Екипът се състои от:
| Озвучаващи артисти  | Христина Ибришимова Ани Василева Петя Миладинова Силви Стоицов Георги Георгиев-Гого Здравко Методиев |
| Преводач            | Даяна Иванова                                                                                        |
| Тонрежисьор         | Венцислав Станков                                                                                    |
| Режисьор на дублажа | Димитър Кръстев                                                                                      |

На 25 декември 2019 г. се излъчва и по bTV с дублажа на Медиа Линк. Екипът се състои от:
| Озвучаващи артисти  | Златина Тасева Яница Митева Георги Стоянов Димитър Ангелов Иван Танев |
| Преводач            | Яна Янева                                                             |
| Тонрежисьор         | Емил Енев                                                             |
| Режисьор на дублажа | Петя Силянова                                                         |